# Aeroportul Vanuabalavu
Aeroportul Vanuabalavu (IATA: VBV, ICAO: NFVB) este un aeroport din Lau⁠(d), Diviziunea Orientală, Fiji ce deservește zona Vanua Balavu⁠(d).
Situat la o altitudine de 4 m, aeroportul dispune de o singură pistă.